# Honda CB-750
Honda CB-750 je typ naked motocyklu firmy Honda, vyráběný v letech 1969–2003 a opět od roku 2007. Nástupcem je Honda-CB 900F. Je prvním motocyklem označovaným jako superbike. Byl jedním z nejprodávanějších modelů motocyklu v historii,

## Popis
Model byl poprvé představen na Tokyo Motor Show na podzim 1968. Setkal se s velkým ohlasem veřejnosti i odborníků, měl mnoho prvků, které v té době nebyly standardem – elektrický startér, kotoučové brzdy, dvojici zpětných zrcátek, ale především řadový čtyřválcový motor o objemu 736 cm³ a výkonu 67 koní v době, kdy byly běžné dvouválce s objemem něco pod půl litru. Dosahoval maximální rychlosti přes 200 km/hod. Naprostým luxusem byla čtveřice výfukových koncovek. V roce 1975 byla představena sportovnější verze CB-750F a v roce 1978 byl motor SOHC nahrazen DOHC o objemu 748 cm³.

## Technické parametry
- Suchá hmotnost: 218 kg
- Pohotovostní hmotnost: 234 kg
- Průměrná spotřeba: 5,8 l/100 km
- Maximální rychlost: 200 km/hod.

## Fotogalerie

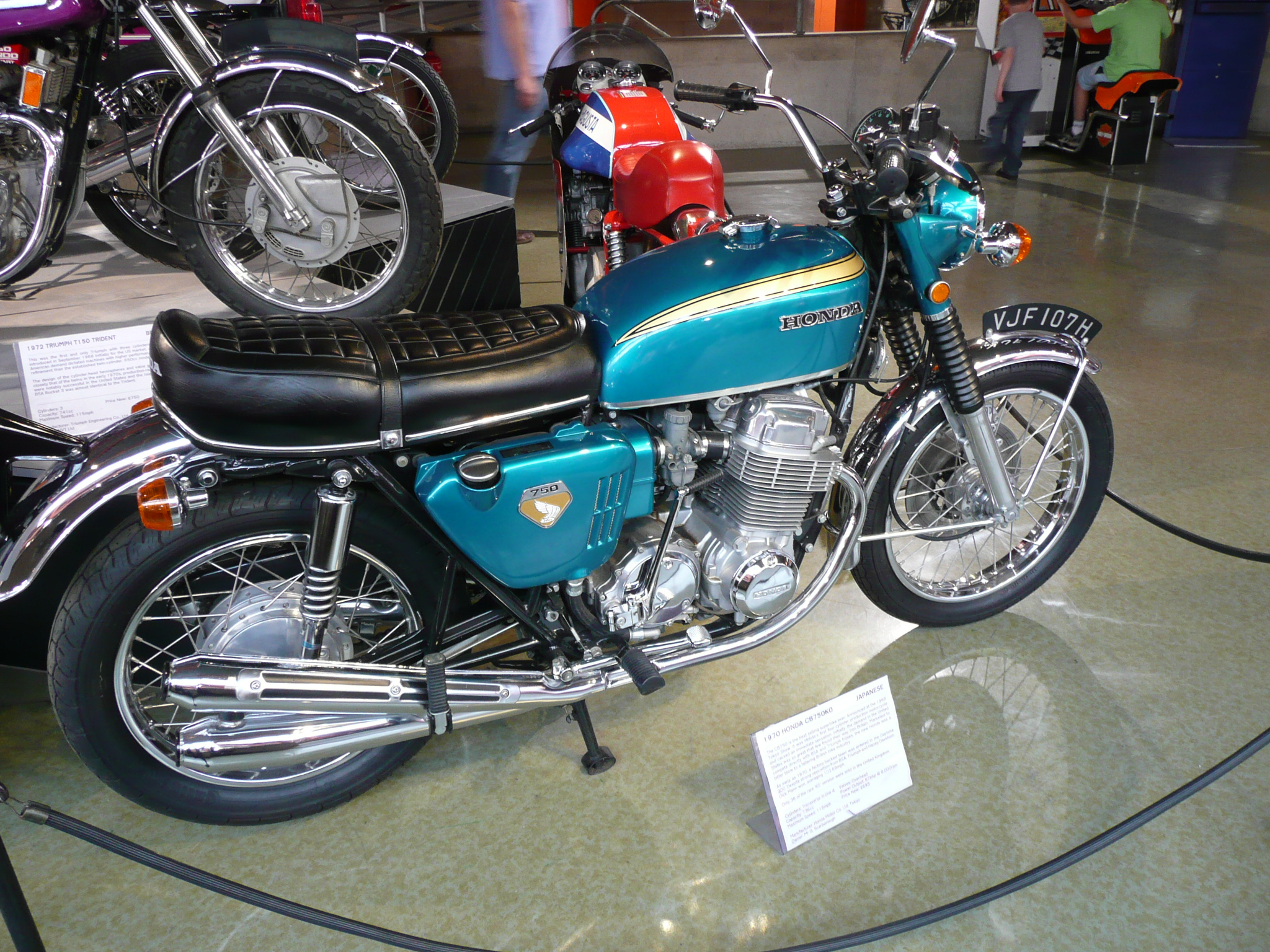
Honda CB-750 KO (1969)
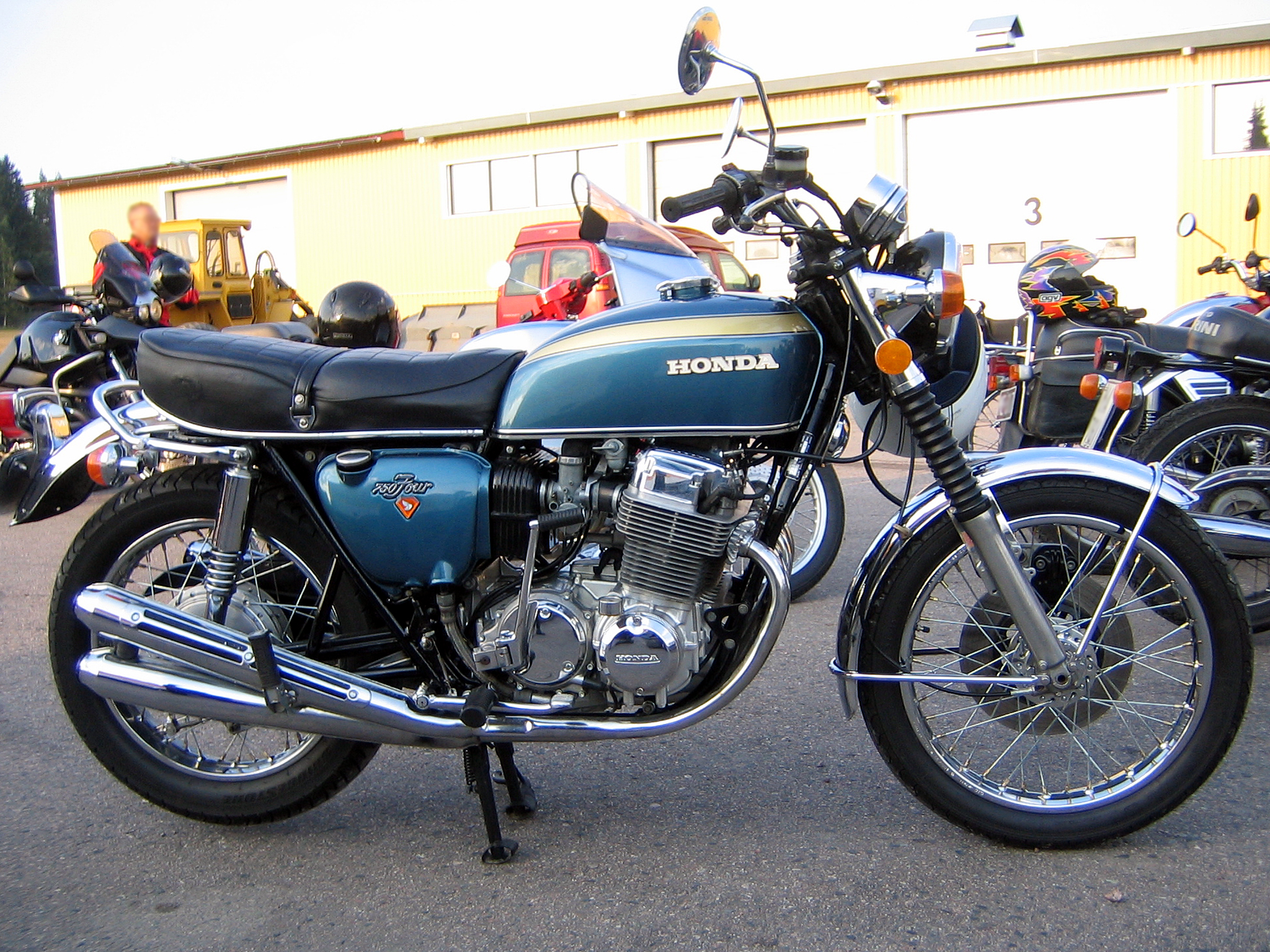
Honda CB-750 K1 (1970)
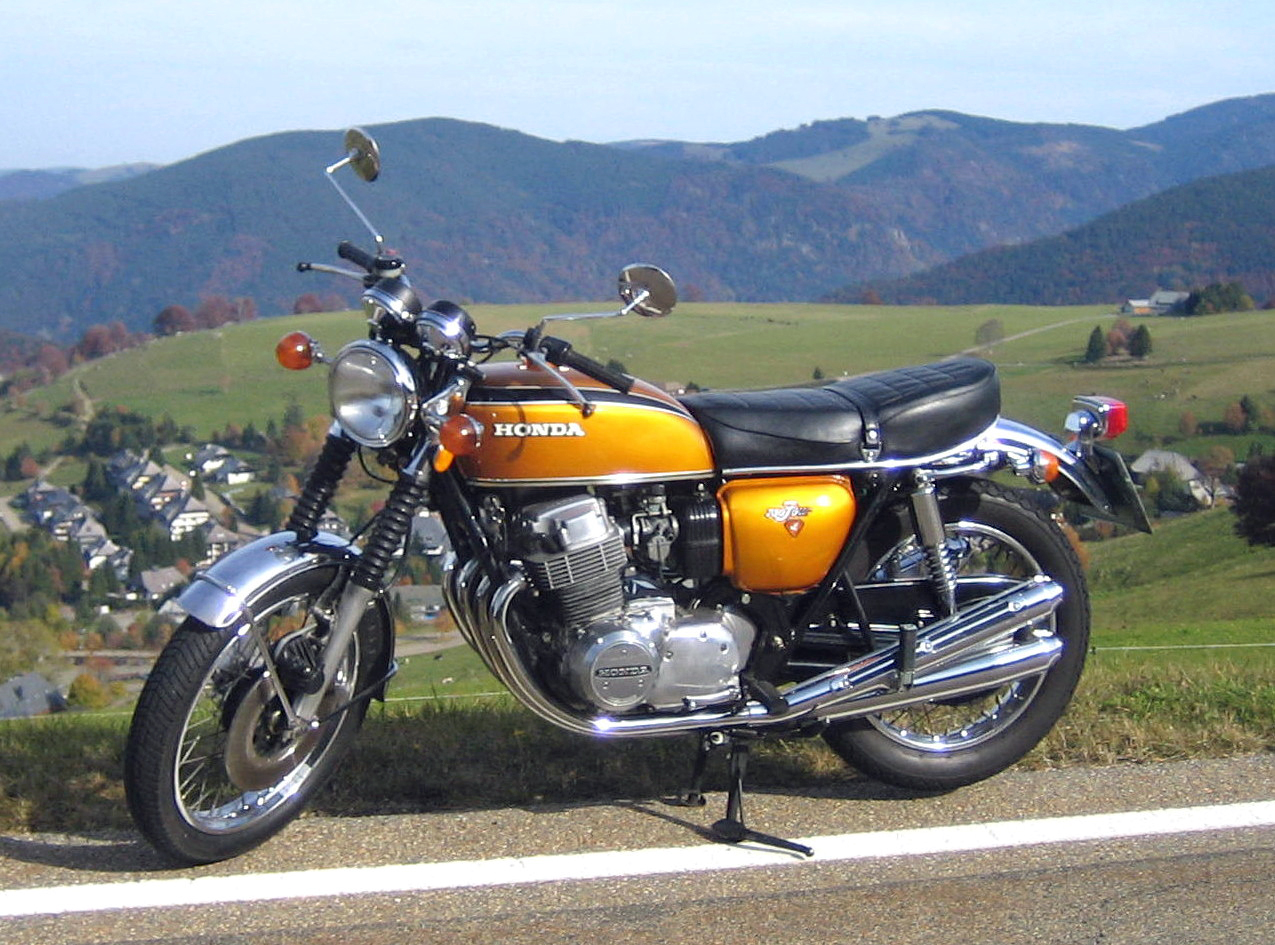
Honda CB-750 K2 (1972)
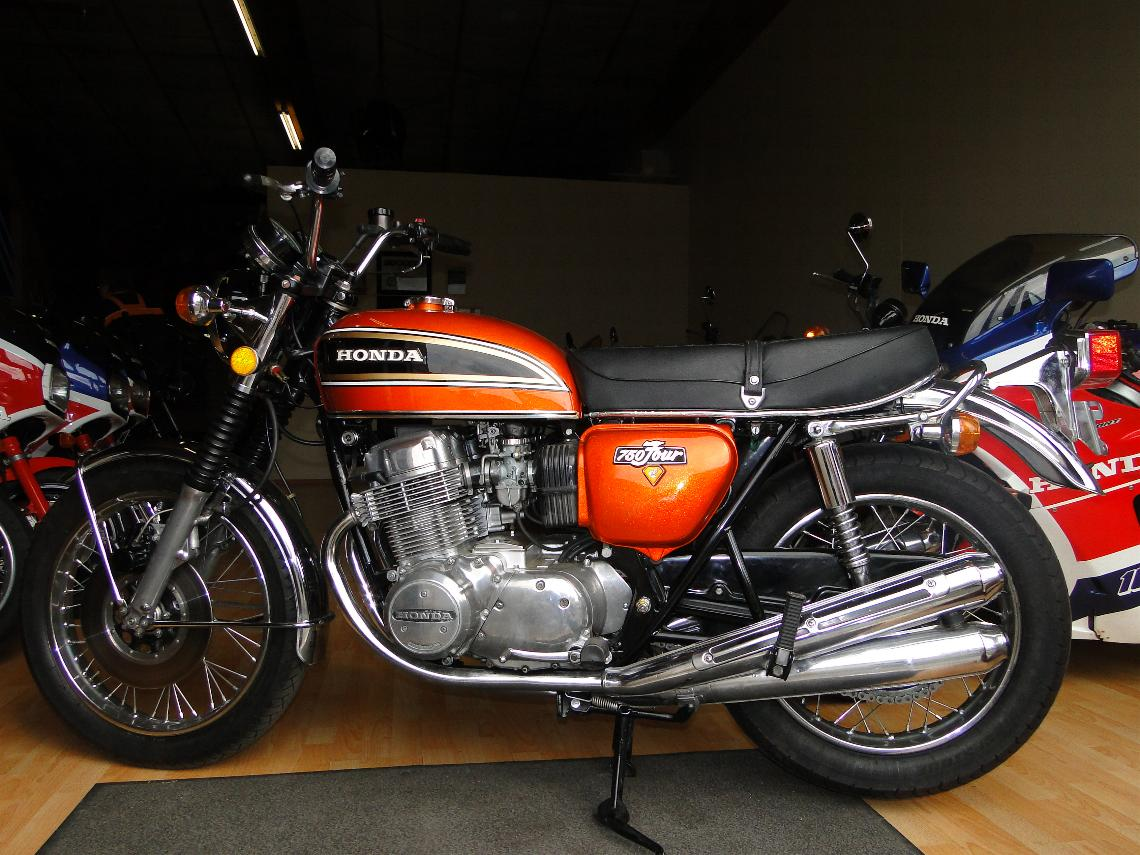
Honda CB-750 K4 (1974)
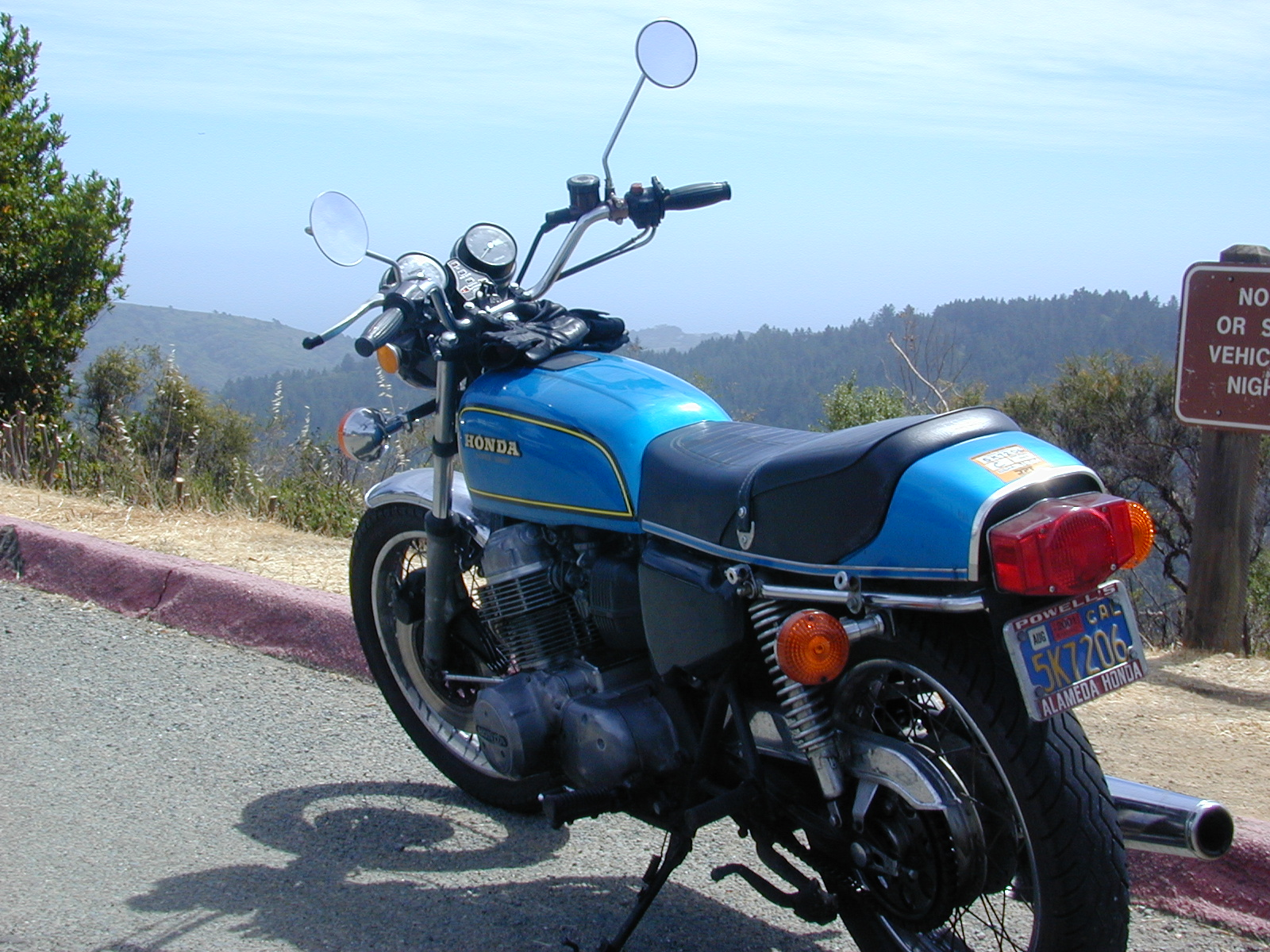
Honda CB-750F (1975)
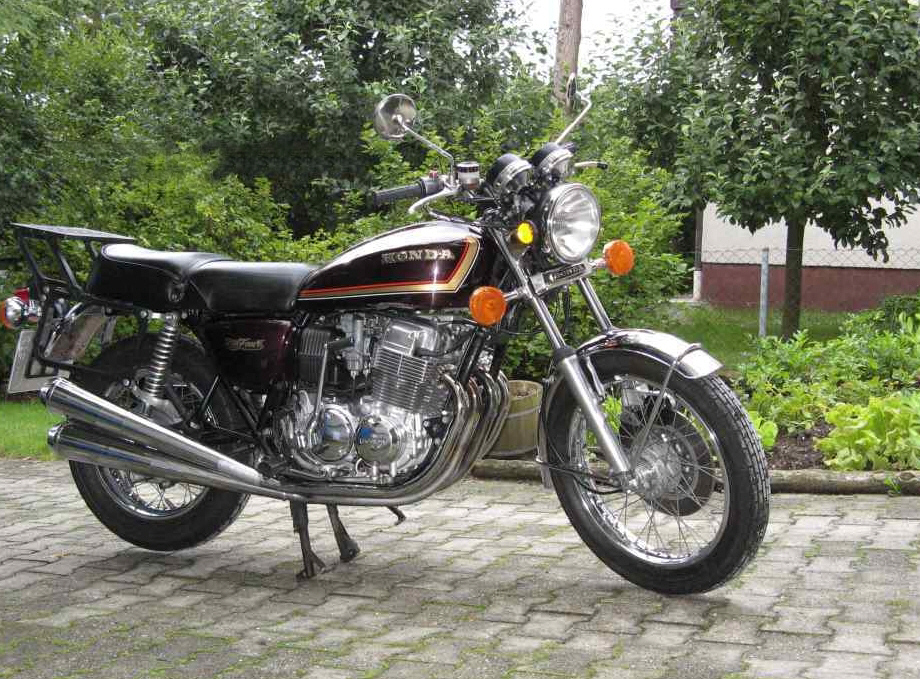
Honda CB-750 K7 (1977)
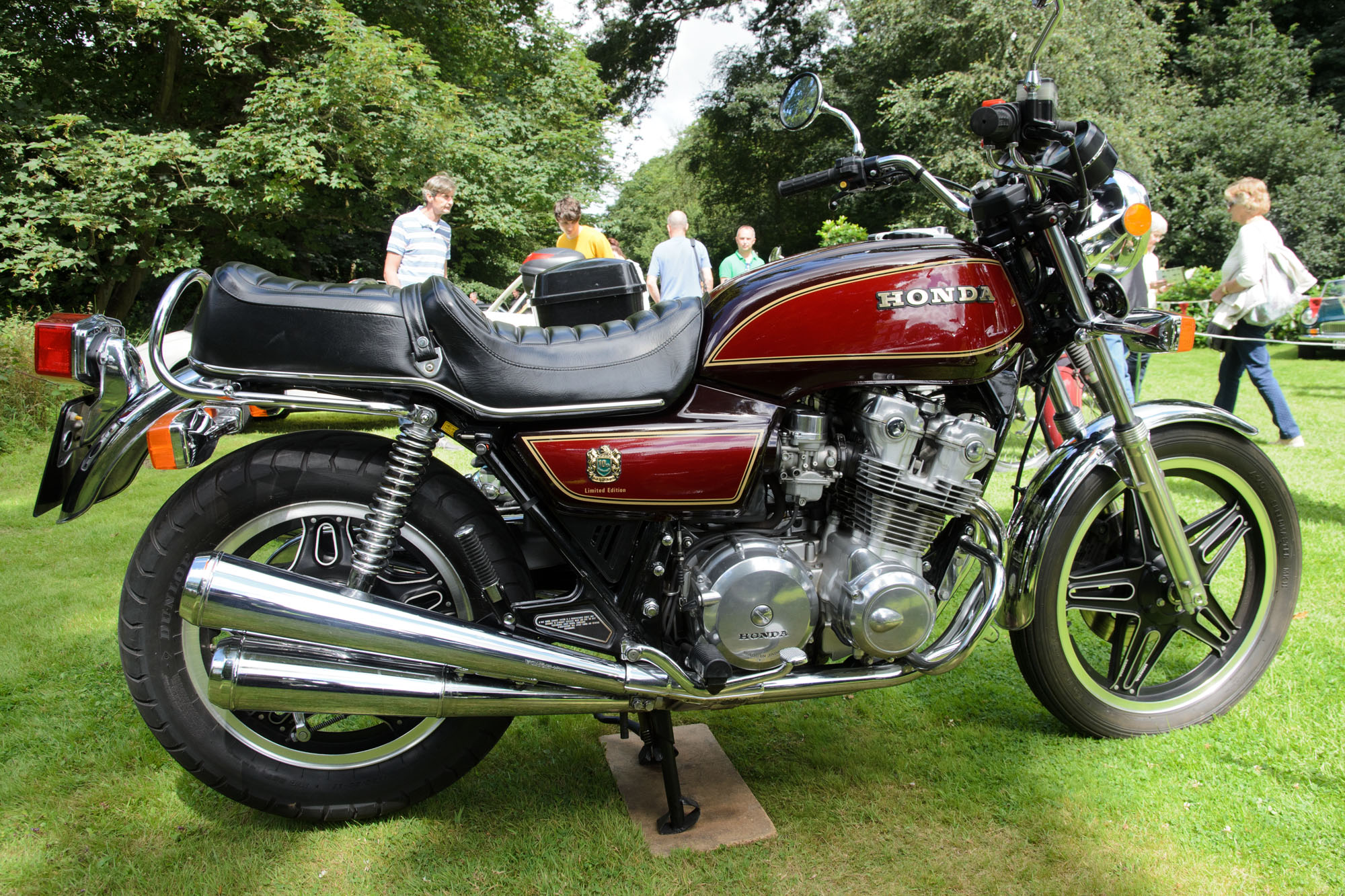
Honda CB-750K (1979)
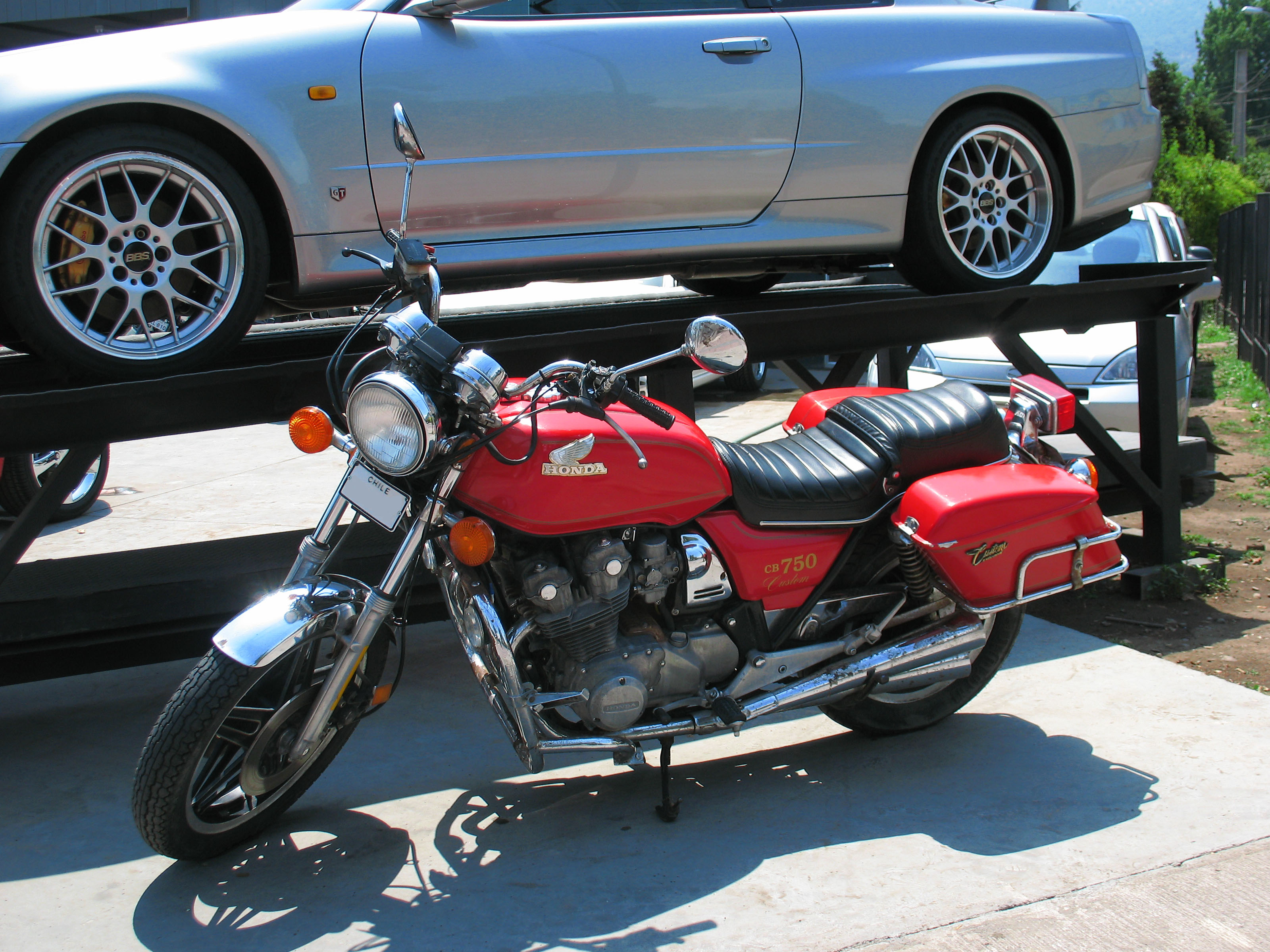
Honda CB-750 Custom (1980)
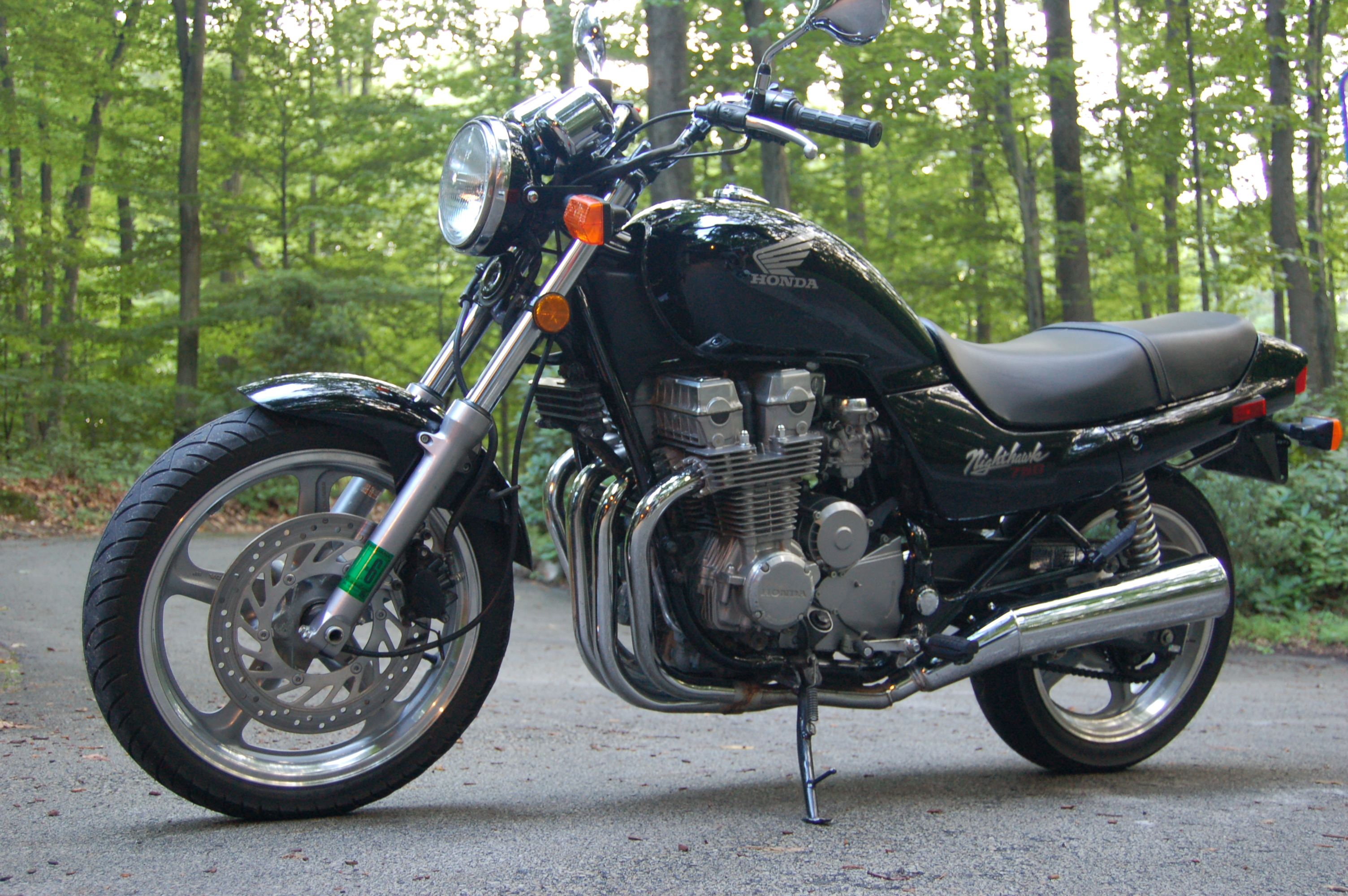
Honda CB-750 Nighthawk (1992)
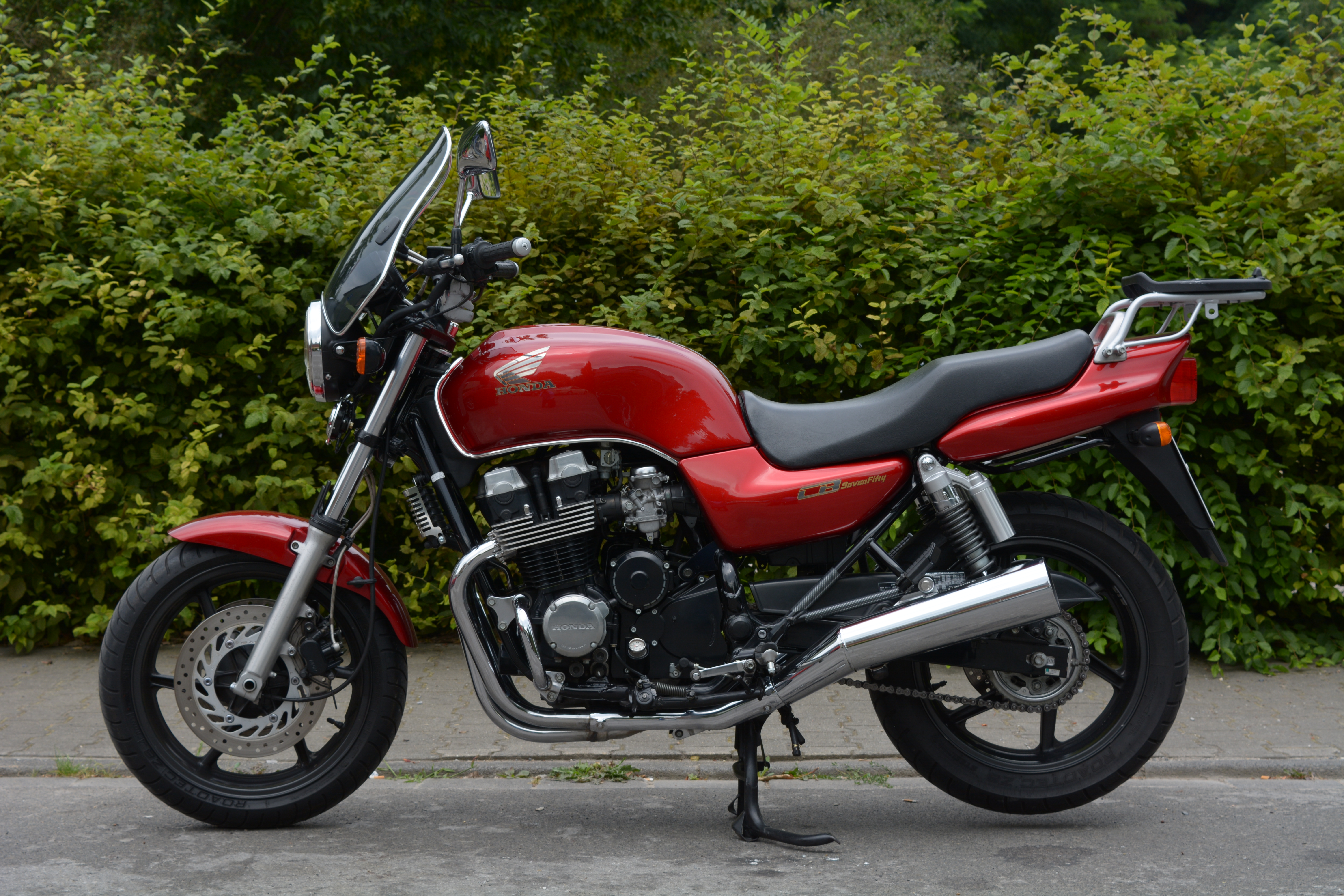
Honda CB-750F2 Custom (1992–1997)